# Zeche Zufälligglück
Die Zeche Zufälligglück ist ein ehemaliges Steinkohlenbergwerk in Hattingen-Bredenscheid. Das Bergwerk war auch unter dem Namen Zeche Zufällig-Glück bekannt. Die Zeche Zufälligglück gehörte zu den Gründungsmitgliedern des Vereins für Bergbauliche Interessen.

## Bergwerksgeschichte
Am 12. Mai des Jahres 1838 wurde ein Geviertfeld verliehen. Im Jahr 1857 wurde das Feld durch den Stollen der Zeche Braut gelöst. Der Stollen wurde auch für die Förderung genutzt. Im Jahr 1858 waren 28 Bergleute auf dem Bergwerk beschäftigt. Ab dem Jahr 1863 war das Bergwerk nachweislich in Betrieb. Im Laufe des Jahres 1865 wurde das Bergwerk wieder stillgelegt. Ab dem Jahr 1870 war das Bergwerk wieder in Betrieb. Im Jahr 1872 wurden mit neun Bergleuten 201 Tonnen Steinkohle gefördert, im Jahr 1874 betrug die Förderung 1353 Tonnen Steinkohle. Im Jahr 1875 wurde die Zeche Zufälligglück endgültig stillgelegt. Etwa um das Jahr 1897 wurde die Berechtsame durch den Carl Friedrich’s Erbstollen übernommen. Im Jahr 1906 fiel die Berechtsame an die Zeche Johannessegen.